# Waldaschaffer Forst
Waldaschaffer Forst är ett kommunfritt område i Landkreis Aschaffenburg i Regierungsbezirk Unterfranken i förbundslandet Bayern i Tyskland.